# Джордін Спаркс
Джордін Бріанна Спаркс (англ. Jordin Brianna Sparks; нар. 22 грудня 1989, Фінікс, Аризона, США) — американська поп/R&B-співачка, автор пісень та акторка. Стала відомою у 2007 році в 17-річному віці після виграшу шостого сезону американського співочого реаліті-шоу American Idol. Її дебютний студійний однойменний альбом «Jordin Sparks» вийшов у 2007 році й продався у понад 2 мільйони копій по всьому світу. У 2009 році випустила альбом «Battlefield», а у 2015 році — альбом «Right Here Right Now». Лауреатка номінації на Греммі.

## Життєпис
Джордін Бріанна Спаркс народилася 22 грудня 1989 року у місті Фінікс штату Аризона.

## Особисте життя
З 2011 по 2014 роки Спаркс зустрічалася зі співаком Джейсоном Деруло.
17 липня 2017 року Спаркс одружилася із чоловічою моделлю Даною Ісайєю Томасом. У листопаді 2017 року пара повідомила про очікування своєї першої дитини. 2 травня 2018 року співачка народила сина, Дану Ісайю Томаса молодшого.

## Дискографія
Студійні альбоми
- Jordin Sparks (2007)
- Battlefield (2009)
- Right Here Right Now (2015)
- Cider & Hennessy (2020)

Міні-альбоми
- 2006: For Now
- 2007: Jordin Sparks (EP)
- 2014: #ByeFelicia

## Фільмографія
| Рік  |    | Українська назва                       | Оригінальна назва                      | Роль                       |
| ---- | -- | -------------------------------------- | -------------------------------------- | -------------------------- |
| 2007 | с  | American Idol                          | American Idol                          | сама себе                  |
| 2009 | с  | Розкішне життя на палубі               | The Suite Life on Deck                 | сама себе                  |
| 2010 | с  | Біг Тайм Раш                           | Big Time Rush                          | сама себе                  |
| 2011 | мс | Команда Умізумі                        | Team Umizoomi                          | Блакитна Русалка           |
| 2012 | ф  | Спаркл                                 | Sparkle                                | Спаркл Андерсон            |
| 2013 | ф  | Неминуча поразка Містера і Піта        | The Inevitable Defeat of Mister & Pete | Еліс                       |
| 2013 | тф | Любий таємний Санта                    | Dear Secret Santa                      | Еббі                       |
| 2013 | с  | CSI: Місце злочину                     | CSI: Crime Scene Investigation         | Елісон                     |
| 2014 | ф  | Залишені                               | Left Behind                            | Шаста Карвелл              |
| 2015 | ф  |                                        | The Grace of Jake                      | Ніколь Лавлі               |
| 2015 | с  | Королівські перегони Ру Пола           | RuPaul's Drag Race                     | сама себе, запрошена суддя |
| 2017 | с  | Епоха після епохи                      | Time After Time                        | Джессі Ґівенс              |
| 2018 | ф  | Поліцейський пес                       | Show Dogs                              | Дейзі                      |
| 2018 | ф  | Господи, благослови цей звивистий шлях | God Bless the Broken Road              | Бріджит                    |
| 2021 | тф | Різдвяний скарб                        | A Christmas Treasure                   | Лу                         |
| 2021 | мс | Допитливий Даг                         | Doug Unplugs                           | мама Ґері                  |
| 2021 | мс | Невгамовні                             | Rugrats                                | Табіта                     |

## Нагороди та номінації
| Рік  | Нагорода               | Категорія                                                            | Результат |
| ---- | ---------------------- | -------------------------------------------------------------------- | --------- |
| 2007 | Teen Choice Awards     | Choice Female Reality/Variety Star                                   | Номінація |
| 2008 | NAACP Image Awards     | Outstanding New Artist                                               | Перемога  |
| 2008 | BET Pre-Awards         | Best Heartbreak Video ("No Air")                                     | Перемога  |
| 2008 | BET Awards             | Viewer's Choice ("No Air")                                           | Номінація |
| 2008 | BET Awards             | Beautiful Face Award                                                 | Перемога  |
| 2008 | Teen Choice Awards     | Choice Hook-Up ("No Air")                                            | Перемога  |
| 2008 | Teen Choice Awards     | Choice Love Song ("No Air")                                          | Номінація |
| 2008 | Teen Choice Awards     | Choice Breakout Artist                                               | Номінація |
| 2008 | MTV Video Music Awards | Best Female Video ("No Air")                                         | Номінація |
| 2008 | MTV Video Music Awards | Best New Artist                                                      | Номінація |
| 2008 | American Music Awards  | Favorite Adult Contemporary Artist                                   | Перемога  |
| 2009 | Grammy Awards          | Best Pop Collaboration with Vocals ("No Air")                        | Номінація |
| 2009 | People's Choice Awards | Favorite Pop Song ("No Air")                                         | Номінація |
| 2009 | People's Choice Awards | Favorite Combined Forces ("No Air")                                  | Перемога  |
| 2009 | BMI Pop Awards         | ("No Air")                                                           | Перемога  |
| 2009 | NAACP Image Awards     | Outstanding Duo, Group or Collaboration ("No Air")                   | Номінація |
| 2009 | MTV Australia Awards   | Best Collaboration ("No Air")                                        | Номінація |
| 2010 | ARIA Music Awards      | Most Popular Australian Single ("Art of Love" із Гайєм Себастіаном)  | Номінація |
| 2012 | Soul Train Awards      | Best Gospel/Inspirational Performance ("Celebrate" із Вітні Г'юстон) | Перемога  |
| 2014 | BMI Pop Awards         | Songwriter ("The Way" Аріани Гранде)                                 | Перемога  |